# Melva
La melva o bísol (Auxis thazard) és una espècie de peix de la família dels escòmbrids i de l'ordre dels perciformes. Els adults poden assolir 65 cm de longitud i fins a 1.720 g de pes. És una espècie cosmopolita, comuna a la Mediterrània, i en català té una vintena de noms populars. A l'Alguer es diu estrombol, un manlleu directe de l'italià.
Es tracta d’un peix blau, amb carn vermella ferma, compacta, saborosa, molt rica en proteïnes i greixos. És un peix de temporada, dietèticament semblant a la tonyina. La «Melva d'Andalusia» és una especialitat regional i una elaboració de conserves protegida.